# Oton od Saint-Omera
Oton (grčki: Όθων) (umro prije 1299.) bio je grčki plemić francuskog podrijetla te lord dijela grčkog grada Tebe.
Nije poznato kada je rođen; roditelji su mu bili grčka plemkinja Bonne de la Roche i njezin muž, plemić Bela od Saint-Omera, koji je bio unuk kralja Bele III.
Oton je bio nazvan po djedu po majci, a ujak mu je bio vojvoda Atene Guy I.
Otonov je brat bio Nikola, lord dijela Tebe.

## Brak
Otonova je supruga bila Margareta Veronska (talijanski Margherita da Verona). Njezin je otac bio Vilim Veronski, a prvi muž joj je bio njen bratić, Grapella Veronski.
Margareta nije imala djece niti s jednim mužem.